# Frédéric III Guillaume Kettler
Titre
Empereur-consort de Russie
Frédéric (III) Guillaume Kettler (allemand: Friedrich (III) Wilhelm Kettler, letton: Frīdrihs (III) Vilhelms Ketlers ; Mitau, 19 juillet 1692 — 21 janvier 1711) est duc de Courlande-Sémigalie du 22 janvier 1698 à sa mort.
Il est l'unique fils survivant de Frédéric II Casimir Kettler et de sa seconde épouse Élisabeth-Sophie de Brandebourg. Il épousa en 1710 Anna Ivanovna (1693 – 1740), deuxième fille survivante du tsar Ivan V et de Prascovia Saltykova, et nièce de Pierre 1er.
Alors qu'il rentrait de Saint-Pétersbourg en compagnie de sa jeune épouse, il décéda subitement pour avoir abusé des « boissons échauffantes ». N'ayant eu de postérité, le trône échut à son oncle Ferdinand Kettler (régent jusqu'à sa majorité) mais ce fut sa femme, future Anne de Russie, qui prit le pouvoir en se proclamant régente.